# Glenoleon lesouefi
Glenoleon lesouefi is een insect uit de familie van de mierenleeuwen (Myrmeleontidae), die tot de orde netvleugeligen (Neuroptera) behoort. 
Glenoleon lesouefi is voor het eerst wetenschappelijk beschreven door New in 1985.